# 스위밍 위드 맨
《스위밍 위드 맨》(Swimming with Men)은 영국에서 제작된 올리버 파커 감독의 2018년 코미디, 드라마, 멜로/로맨스 영화이다. 롭 브라이든 등이 주연으로 출연하였고 스튜어트 르 마르첼 등이 제작에 참여하였다.
각본가 애쉴린 디타는 2010 스웨덴 다큐멘터리 Men Who Swim의 대본을 참고하였다.

## 출연

### 주연
- 롭 브라이든
- 아딜 악타르
- 짐 카터
- 루퍼트 그레이브즈
- 토머스 터구즈

### 조연
- 다니엘 메이스
- 샬롯 라일리
- 제인 호록스
- 로버트 도스
- 스파이크 화이트
- 나다니엘 파커
- 앤드류 노트

## 기타
- 미술: 아만다 맥아더
- 의상: 조 톰슨
- 배역: 알렉스 존슨